# Spálov
Spálov (deutsch Sponau) ist eine Minderstadt mit 921 Einwohnern und gehört zum Okres Nový Jičín in der Region Moravskoslezský kraj in Tschechien.

## Lage
Spálov befindet sich rund 11 Kilometer nordöstlich des Ortes Potštát und etwa 23 Kilometer nördlich der Stadt Hranice na Moravě.

## Geschichte
Spálov wurde 1394 erstmals schriftlich erwähnt. Das Gut war seit der ersten Hälfte des 14. Jahrhunderts bis 1611 ein Teil der benachbarten Herrschaft Potštát. 1560 entstand in Spálov eine Pfarrschule. 1611 verkaufte Bernard Podstadtsky von Prusinowitz auf Potštát die Dörfer Spálov, Luboměř und Barnov an Christina von Rogendorf und Mollenburg († 1621), die zu Zeiten der Schlacht am Weißen Berg für die ständische Seite Partei ergriff.
Der Ort wurde im Dreißigjährigen Krieg insbesondere durch die Truppen Peter Ernst II. von Mansfelds verwüstet. Im Jahre 1650 gehörte ein Teil von Spálov dem Frauenkloster Himmlisches Tor in Wien. Kaspar von Scherz erhielt im Jahre 1670 diese Hälfte von den Jungfrauen zur Himmelspforte, nachdem er zuvor (1667) von Constantia, Witwe des Freiherrn von Landau, geborene Freiherr von Stadel die andere Hälfte bekommen hatte.
1832 wurde der Ort zum Marktflecken im Bezirk Hranice na Moravě im Kreis Nový Jičín erhoben.
Nach dem Münchner Abkommen wurde der Ort dem Deutschen Reich zugeschlagen und gehörte bis 1945 zum Landkreis Neu Titschein.
Am 1. Dezember 2006 erhielt das Dorf den Status Městyse.

## Bevölkerung
Im Jahre 1771 wird der Ort als gemischtsprachig bezeichnet (tschechisch und deutsch), 1786 werden die Bewohner als deutsche Schlesier benannt. Ab dem 19. Jahrhundert besitzt Spálov eine rein tschechische Bevölkerung. Im Jahre 1835 leben in Spálov laut Wolny 1217 Einwohner mit katholischer Konfession.

## Sehenswürdigkeiten
- Statue des Heiligen Johannes von Nepomuk